# IJzerkuilen op de Asselsche Heide

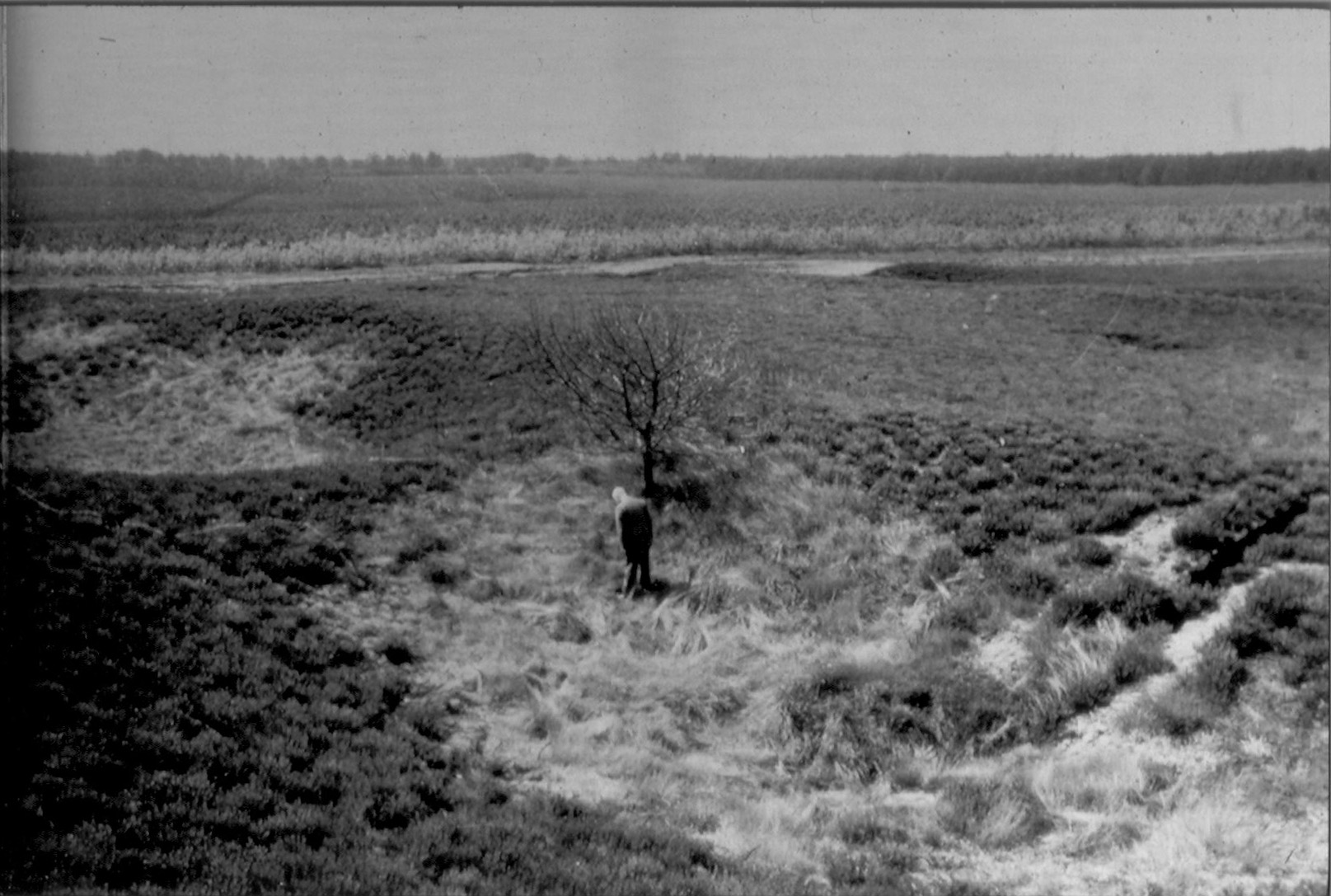
IJzerkuilen op de Asselsche Heide met op de foto de Apeldoornse amateurarcheoloog J.D. Moerman

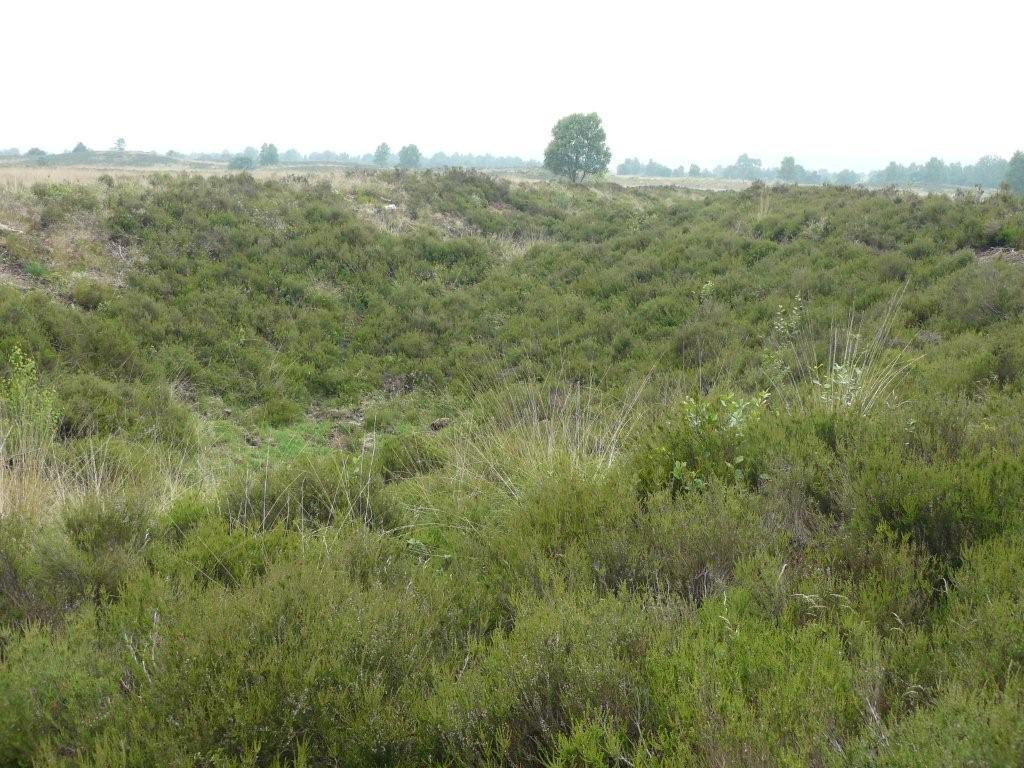
IJzerkuil op de Asselsche Heide (2008)

De ijzerkuilen op de Asselsche Heide zijn een restant van middeleeuwse bedrijvigheid bij Assel op de Veluwe in de Nederlandse provincie Gelderland.
In de vroege middeleeuwen (5e-11e eeuw) kende de regio rond Apeldoorn een voor die tijd grootschalige ijzerindustrie. Nergens in de Lage Landen werd ijzer toen in zulke grote hoeveelheden geproduceerd als in deze omgeving. De vroeg-middeleeuwse ijzerindustrie van Apeldoorn en omgeving maakte gebruik van klapperstenen om het ijzer uit te winnen. Klapperstenen kunnen ontstaan in rivierafzettingen als zich rond leemklonters ijzerverbindingen afzetten. Soms kan de leemkern later door droging krimpen en daardoor los in de klappersteen komen te zitten. Als de klappersteen dan wordt geschud, maakt hij een klapperend geluid. Zo komen klapperstenen aan hun naam. De lagen waarin de klapperstenen zitten, zijn door de druk van het oprukkende landijs tijdens de voorlaatste ijstijd rechtop komen te staan. Daardoor lopen de lagen met klapperstenen nu als banen door het landschap. In die banen is in de middeleeuwen naar dit ijzererts gegraven. Een plaats waar de sporen van dit gegraaf goed zichtbaar zijn, bevindt zich op de Asselsche heide. Hier liggen de kuilen achter elkaar in rijen in het landschap.